# Сеньобос, Шарль
Шарль Сеньобо́с (фр. Charles Seignobos; 10 сентября 1854, Ламастр — 24 апреля 1942, Плубаланек) — французский историк, доктор наук, профессор истории в Сорбонне (с 1900).

## Биография
Родился в семье вице-мэра г. Прива. Окончил лицей в Турнон-сюр-Рон. Затем с отличием окончил Высшую нормальную школу в Париже. Ученик Фюстеля де Куланжа и Эрнеста Лависса.
По поручению французского правительства в 1877—1879 годах изучал в германских университетах способы изложения истории. Посетил Геттинген, Берлин, Мюнхен и Лейпциг.
В 1879 году стал преподавателем в университете Дижона, позже — профессором в Школе международных и политических исследований. В 1881 году защитил докторскую диссертацию.
С 1890 года — преподаватель в Сорбонне.
Первые работы Ш. Сеньобоса посвящены древней и средневековой истории. В 1882 году опубликовал исследование «Феодальный режим в Бургундии до 1360», затем ряд работ по истории древних цивилизаций («Histoire de la civilisation», 1884-86; «Histoire des peuples de l’Orient. Histoire grecque. Histoire romaine», 1890), в дальнейшем занимался преимущественно новой историей.
В 1897 году издал «Политическую историю современной Европы», в 1921 году — «Падение империи и установление третьей Республики», в 1933 году — обзорный труд «Искренняя история французской нации». Ему принадлежат также труды по истории международных отношений в новое время, по методологии истории, по вопросам исторического образования.
В трудах Ш. Сеньобоса, написанных с позиций позитивизма, насыщенных конкретно-историческим материалом, освещается главным образом политическая история (особенно парламентская) Европы.
Ему принадлежат также работы в области методики исторического исследования (совместно с Ш. В. Ланглуа — «Введение в изучение истории», рус. пер. 1899). Эта работа, считается одним из первых всеобъемлющих руководств, обсуждающих использование научных методов в исторических исследованиях.
Кроме того, написал ряд исторических сочинений, из которых выделяются «Histoire de la civilisation depuis les tempe préhistoriques jusqu’à nos jours» (1884—1886) и прекрасно иллюстрированные «Scènes et épisodes de l’histoire nationale» (1890).
Некоторые труды историка были переведены на русский язык под заглавием «Политическая история современной Европы, 1814—1896» (СПб., 1898) и «Введение в изучение истории» (СПб., 1899).
Историю Ш. Сеньобос рассматривал не как науку, а как особый процесс познания.

## Избранные труды
- Le régime féodal en Bourgogne Jusqu’en 1360, P., 1882.
- Histoire de la civilisation, P., 1885.
- Charles-Victor Langlois, Charles Seignobos, Introduction aux études historiques (1897)
  - Ланглуа Ш. В., Сеньобос Ш. Введение в изучение истории. / Пер. с французского А. Серебряковой. Под ред. и со вступительной статьей Ю. И. Семенова. — М.: Государственная публичная историческая библиотека России, 2004. — 305 с.
- Le déclin de l’Empire et l'établissement de la III-e République, P., 1921 (Histoire de la France, éd. Е. Lavisse, v. 7).
- Histoire sincére de la nation française, 29 éd., P., 1933.